# Виссер, Дани
Дани Виссер (африк. Danie Visser; р. 26 июля 1961, Рюстенбург) — южноафриканский профессиональный теннисист, специалист по игре в парах. Бывшая первая ракетка мира в парном разряде, трёхкратный победитель турниров Большого шлема в мужском парном разряде.

## Игровая карьера

### Начало карьеры
Дани Виссер провёл свои первые матчи в профессиональных турнирах в 19 лет — в апреле 1981 года. Через год он выиграл «челленджер» в Йоханнесбурге в одиночном разряде, а в парах дошёл там же до финала. В дальнейшем, однако, его карьера развивалась более успешно в парном разряде: уже в мае 1983 года он дошёл с другим южноафриканским теннисистом Эдди Эдвардсом до полуфинала турнира Гран-при в Форест-Хиллз (Нью-Йорк), а затем с Тианом Вильюном — до финала турнира Гран-при в Мюнхене. На трёх подряд турнирах Большого шлема в 1982 году они с Вильюном доходили до третьего круга, и к началу 1983 года Виссер уже входил в число 100 лучших теннисистов мира в парном разряде. На протяжении 1983 года они с Вильюном ещё дважды выходили в финал турниров Гран-при, но титул завоевать им так и не удалось. 1984 год оказался удачней в одиночном разряде, чем в парном — Виссер закончил его на 72-м месте в рейтинге игроков в одиночном разряде благодаря выходу в четвертьфинал турнира в лондонском Queen’s Club и в третий круг на Уимблдоне, но и в этом году побед в турнирах на его долю не досталось.
Свой первый титул в турнире Гран-при Виссер завоевал с Эдвардсом в мае 1985 года, победив в Бристоле (Великобритания). Однако по-настоящему серьёзно он заявил о себе лишь на следующий год, когда его партнёром стал ещё один соотечественник — Кристо Стейн. Вместе они пять раз за год выходили в финал турниров Гран-при (в том числе на крупном турнире в Цинциннати, где по ходу победили две из числа ведущих пар мира), хотя победы добились лишь однажды. В конце сезона Виссер, уже занимающий в парном рейтинге 33-е место, принял со Стейном участие в турнире Мастерс — итоговом турнире тура Гран-при, проводящемся среди сильнейших игроков мира. Им удалось одержать только одну победу в трёх матчах на групповом этапе — над первой ракеткой мира Андресом Гомесом и седьмой ракеткой мира Хансом Гильдемайстером, и для выхода в полуфинал этого не хватило. После успехов 1986 года в игре Стейна и Виссера наступил спад, за весь 1987 год они только один раз добрались до финала на турнире Гран-при, и в итоге Виссер, достигший было в рейтинге 26-го места, закончил сезон только на 68-й позиции.

### Пик карьеры
В начале 1988 года Виссер, подбиравший себе нового партнёра, дошёл до финала чемпионата США на крытых кортах в Филадельфии с Кевином Карреном, но вскоре с ним начал играть очередной южноафриканец Питер Олдрич. Это сотрудничество оказалось успешным и долговременным. Уже в апреле они с Олдричем выиграли грунтовый чемпионат США в Чарльстоне (Южная Каролина); неделю спустя в Форест-Хиллз они сОлдричем вышли в финал после победы над сильнейшей парой мира — Робертом Сегусо и Кеном Флэком. Затем последовали выход в четвертьфинал на Уимблдоне и ещё два поражения в финалах (в том числе в турнире в Страттон-Маунтин, Вермонт, где пара во второй раз за год обыграла Сегусо и Флэка). В августе Виссер впервые вошёл в десятку сильнейших игроков в парном разряде, а в конце сезона во второй раз за карьеру принял участие в турнире Мастерс. Там, однако, они с Олдричем снова сумели одержать лишь одну победу и вновь не попали в полуфинал.
В 1989 году Виссер закрепился в мировой теннисной элите, хотя ещё и не стал её лидером. За сезон они с Олдричем выиграли три турнира и ещё трижды проиграли в финалах, а на Уимблдоне снова вышли в четвертьфинал. Среди обыгранных ими пар были непосредственные соседи в рейтинге Джим Грабб и Патрик Макинрой (в Страттон-Маунтин), Рик Лич и Джим Пью (в Париже) и первая пара мира Андерс Яррид и Джон Фицджеральд (в Сан-Франциско). В итоговом турнире года южноафриканская пара выиграла две встречи из трёх в группе (проиграв только Ярриду и Фицджеральду) и на сей раз пробилась в полуфинал, где её остановили Грабб и Патрик Макинрой.
В начале 1990 года Виссер достиг вершины своей теннисной карьеры. Выиграв в январе с Олдричем Открытый чемпионат Австралии, он на 8 недель возглавил рейтинг АТР в парном разряде. На протяжении сезона он четырежды уступал первую строчку в рейтинге и четырежды возвращался на неё, каждый раз вместе с Виссером:
- на три недели в июле, после выхода в финал на Уимблдоне и победы на турнире категории ATP Championship в Штутгарте
- на восемь недель в сентябре, после второй за год победы на турнире Большого шлема — на сей раз Открытом чемпионате США
- на неделю с 12 по 19 ноября
- и наконец на 7 недель, начиная с 26 ноября, что позволило южноафриканцам завершить год на первом месте в рейтинге

Последние возвращения на вершину рейтинга состоялись даже несмотря на редкие выступления в последние месяцы сезона и проигрыш на групповой стадии Чемпионата мира АТР, как теперь назывался итоговый турнир года. Помимо достижений в мужском парном разряде, на этот год пришёлся и первый успех Виссера в смешанных парах — с австралийкой Николь Провис он стал финалистом Открытого чемпионата Франции. Будучи посеяны вторыми, они проиграли в финале четвёртой паре турнира Аранча Санчес-Хорхе Лосано.

### Завершение карьеры
Однако, как и в случае со Стейном, сотрудничество с Олдричем начало давать сбои в начале сезона 1991 года. Виссер и Олдрич проиграли в первом же круге Открытого чемпионата Австралии, а в мае Пит лёг на операцию по восстановлению связок правого плеча и пропустил весь остаток сезона. После расставания с Олдричем Виссер дважды подряд побывал в финалах турниров с разными партнёрами (в том числе в финале Открытого чемпионата Германии с бразильцем Кассиу Моттой), но в итоге примерно на полгода сформировал пару с представителем ЮАР Гэри Мюллером, с которым дошёл до четвертьфинала Открытого чемпионата Франции и выиграл единственный за сезон титул. После Открытого чемпионата США партнёром Виссера стал британец Нил Броуд, но с ним Виссер не сумел добиться значительных успехов и закончил год на 33-м месте в рейтинге.
В 1992 году Виссер возобновил выступления в паре с Олдричем, продолжавшиеся до Уимблдонского турнира и принесшие им на домашних кортах в Йоханнесбурге ещё один совместный титул. Вторую половину сезона Виссер в основном отыграл в паре с Патриком Гэлбрайтом, выиграв с ним Открытый чемпионат Канады, а на турнире высшей категории в Париже дойдя до финала. В обоих финалах им противостоял ветеран Джон Макинрой — в Торонто в паре с Андре Агасси, а в Париже с братом Патриком. В этом году, в возрасте 30 лет, Виссер также провёл свои первые матчи в сборной ЮАР, после долгого перерыва допущенной к выступлениям в Кубке Дэвиса. Южноафриканская сборная начала свой путь с самого низа, из III Европейско-африканской группы, и одержала ряд лёгких побед, а Виссер, игравший в паре то с Кристо ван Ренсбургом, то с Уэйном Феррейрой, в итоге обеспечил себе один из лучших личных результатов в истории сборной — шесть побед в шести играх.
1993 год Виссер, вернувшийся в двадцатку сильнейших парных игроков мира, начал с австралийцем Лори Уордером. Этот союз принёс неожиданно скорые плоды — уже на втором своём турнире, Открытом чемпионате Австралии, они победили, обыграв в четвертьфинале вторую пару мира — Джима Грабба и Ричи Ренеберга, а в финале Фицджеральда и Яррида. Выиграв вместе с Уордером ещё один турнир и в очередной раз столкнувшись с падением результатов, Виссер вернулся после Открытого чемпионата США в пару с Гэри Мюллером, с которым до конца года побывал в двух финалах. Они выиграли Гран-при Лиона, а на турнире высшей категории в Стокгольме победили по пути в финал две пары, составленных из игроков первой десятки рейтинга (Яррида и Фицджеральда, а затем Гэлбрайта и Гранта Коннелла), в финале проиграв третьей такой паре — Тодд Вудбридж-Марк Вудфорд. В середине сезона Виссер, как и за три года до этого, дошёл до финала Открытого чемпионата Франции. На этот раз его партнёршей была соотечественница Элна Рейнах; южноафриканская пара, посеянная девятой, победила по пути в финал вторую и шестую пары турнира, но в итоге уступила сеяным одиннадцатыми Евгении Манюковой и Андрею Ольховскому.
Свой последний турнир Виссер выиграл в июне 1994 года, незадолго до своего 33-летия, в Манчестере, где с ним выступал ещё один ветеран — Рик Лич. Ровно через год на Открытом чемпионате Ноттингема Виссер в паре с Гэлбрайтом провёл свой последний финал на турнире АТР. Фактически завершив выступления после Открытого чемпионата США 1995 года, он ещё раз вернулся на корт в марте 1996 года, сыграв на супертурнире в Индиан-Уэллз свой прощальный матч в паре с Олдричем.

## Участие в финалах турниров Большого шлема за карьеру (6)

### Мужской парный разряд (4)

#### Победы (3)
| Год  | Турнир                           | Партнёр      | Соперники в финале            | Счёт в финале      |
| ---- | -------------------------------- | ------------ | ----------------------------- | ------------------ |
| 1990 | Открытый чемпионат Австралии     | Питер Олдрич | Грант Коннелл Гленн Мичибата  | 6-4, 4-6, 6-1, 6-4 |
| 1990 | Открытый чемпионат США           | Питер Олдрич | Пол Аннакон Дэвид Уитон       | 6-2, 7-63, 6-2     |
| 1993 | Открытый чемпионат Австралии (2) | Лори Уордер  | Джон Фицджеральд Андерс Яррид | 6-4, 6-3, 6-4      |

#### Поражение (1)
| Год  | Турнир              | Партнёр      | Соперники в финале | Счёт в финале    |
| ---- | ------------------- | ------------ | ------------------ | ---------------- |
| 1990 | Уимблдонский турнир | Питер Олдрич | Рик Лич Джим Пью   | 6-75, 6-74, 6-75 |

### Смешанный парный разряд (2)

#### Поражения (2)
| Год  | Турнир                         | Партнёр       | Соперники в финале                 | Счёт в финале |
| ---- | ------------------------------ | ------------- | ---------------------------------- | ------------- |
| 1990 | Открытый чемпионат Франции     | Николь Провис | Аранча Санчес-Викарио Хорхе Лосано | 6-75, 6-78    |
| 1993 | Открытый чемпионат Франции (2) | Элна Рейнах   | Евгения Манюкова Андрей Ольховский | 2-6, 6-4, 4-6 |

## Титулы в парном разряде за карьеру (17)
| Легенда                                |
| -------------------------------------- |
| Большой шлем (3)                       |
| Кубок Мастерс (0)                      |
| ATP Super 9 / АТР Мастерс (1)          |
| ATP Championship Series / АТР Gold (1) |
| ATP World / ATP International (6)      |
| Гран-при (6)                           |

| №   | Дата        | Турнир                                 | Покрытие | Партнёр         | Соперники в финале                | Счёт в финале      |
| --- | ----------- | -------------------------------------- | -------- | --------------- | --------------------------------- | ------------------ |
| 1.  | 17 июн 1985 | Бристоль, Великобритания               | Трава    | Эдди Эдвардс    | Джон Александер Расселл Симпсон   | 6-4, 7-6           |
| 2.  | 16 июн 1986 | Бристоль (2)                           | Трава    | Кристо Стейн    | Уолли Мазур Марк Эдмондсон        | 6-7, 7-6, 12-10    |
| 3.  | 25 апр 1988 | Чарльстон, Южная Каролина, США         | Грунт    | Питер Олдрич    | Хорхе Лосано Тодд Уитскен         | 7-6, 6-3           |
| 4.  | 7 авг 1989  | Индианаполис, США                      | Хард     | Питер Олдрич    | Питер Дуган Лори Уордер           | 7-6, 7-6           |
| 5.  | 25 сен 1989 | Сан-Франциско, США                     | Ковёр    | Питер Олдрич    | Пол Аннакон Кристо ван Ренсбург   | 6-4, 6-3           |
| 6.  | 27 окт 1989 | Франкфурт, ФРГ                         | Ковёр    | Питер Олдрич    | Эрик Елен Кевин Каррен            | 7-6, 6-7, 6-3      |
| 7.  | 15 янв 1990 | Открытый чемпионат Австралии, Мельбурн | Хард     | Питер Олдрич    | Грант Коннелл Гленн Мичибата      | 6-4, 4-6, 6-1, 6-4 |
| 8.  | 16 июл 1990 | Штутгарт, ФРГ                          | Грунт    | Питер Олдрич    | Никлас Утгрен Пер Хенрикссон      | 6-3, 6-4           |
| 9.  | 27 авг 1990 | Открытый чемпионат США, Нью-Йорк       | Хард     | Питер Олдрич    | Пол Аннакон Дэвид Уитон           | 6-2, 7-63, 6-2     |
| 10. | 8 авг 1990  | Берлин, ФРГ                            | Ковёр    | Питер Олдрич    | Патрик Гэлбрайт Кевин Каррен      | 7-6, 7-6           |
| 11. | 8 июл 1991  | Гштад, Швейцария                       | Грунт    | Гэри Мюллер     | Ги Форже Якоб Хласек              | 7-6, 6-4           |
| 12. | 30 мар 1992 | Открытый чемпионат ЮАР, Йоханнесбург   | Хард     | Питер Олдрич    | Пит Норвал Уэйн Феррейра          | 6-4, 6-4           |
| 13. | 20 июл 1992 | Открытый чемпионат Канады, Торонто     | Хард     | Патрик Гэлбрайт | Андре Агасси Джон Макинрой        | 6-4, 6-4           |
| 14. | 18 янв 1993 | Открытый чемпионат Австралии (2)       | Хард     | Лори Уордер     | Джон Фицджеральд Андерс Яррид     | 6-4, 6-3, 6-4      |
| 15. | 17 мая 1993 | Болонья, Италия                        | Грунт    | Лори Уордер     | Люк Дженсен Мерфи Дженсен         | 4-6, 6-4, 6-4      |
| 16. | 18 окт 1993 | Лион, Франция                          | Ковёр    | Гэри Мюллер     | Джон-Лаффни де Ягер Стефан Крюгер | 6-3, 7-6           |
| 17. | 13 июн 1994 | Манчестер, Великобритания              | Трава    | Рик Лич         | Скотт Дэвис Тревор Кронмен        | 6-4, 4-6, 7-6      |